# Reaktiva syreföreningar
Reaktiva syreföreningar (Eng. ROS, "Reactive oxygen species") eller reaktiva syreradikaler är en grupp syreföreningar som är mycket reaktiva, i huvudsak på grund av att de är antingen fria radikaler eller lätt övergår i radikalföreningar. Några typiska exempel på reaktiva syreföreningar är superoxid, väteperoxid och hydroxylradikal. En del reaktiva syreföreningar ingår i funktioner i cellen som till exempel signalering, men då i mycket små mängder. Större mängder av reaktiva syreföreningar i kroppen kan orsaka allvarliga skador på viktiga biologiska molekyler som DNA och RNA, och ingår bland annat i apoptos (programmerad celldöd). 
Reaktiva syreföreningar, tillsammans med reaktiva kväveföreningar kallas med ett samlingsnamn för oxidanter. 
Reaktiva syreföreningar tros vara en viktig orsak till cancer.

## Försvarsmekanismer i kroppen
Cellerna i människokroppen har en mängd olika försvarsmekanismer mot de skadliga effekterna hos reaktiva syreföreningar, bland annat de två enzymerna superoxiddismutas och katalas, samt en hel del små molekyler som fungerar som antioxidanter, som till exempel alfatokoferol (E-vitamin), askorbinsyra (C-vitamin), samt urinsyra.